# Triploechus novus
Triploechus novus är en tvåvingeart som först beskrevs av Samuel Wendell Williston  1893.  Triploechus novus ingår i släktet Triploechus och familjen svävflugor. Inga underarter finns listade i Catalogue of Life.